# Anna Wahlgren

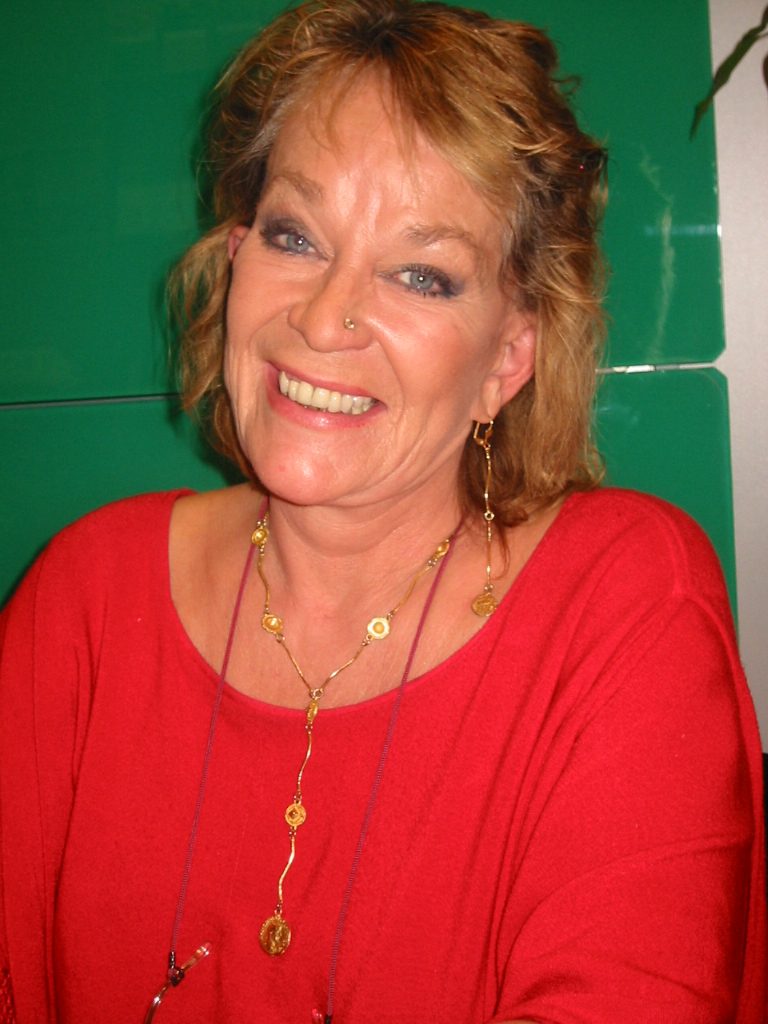
Anna Wahlgren (2006)

Anna Wahlgren (* 6. Oktober 1942 in Lund; † 7. Oktober 2022 in Goa, Indien) war eine schwedische Bestsellerautorin.

## Biografie
Über ihre Jugend und Kindheit ist nichts bekannt. Ihr Bruder ist Sven-Harry Karlsson, der Gründer des Kunstmuseums Sven-Harry's (auch Sven-Harrys) in Stockholm.
Anna Wahlgren war Mutter von neun Kindern, die von drei Männern stammen. Ein Sohn starb kurz nach der Geburt. Ihre Tochter Sara Danius verstarb 2019. Wahlgren war siebenmal verheiratet, mit einem Mann zweimal. Sie starb nach längerer Krankheit einen Tag nach ihrem 80. Geburtstag in ihrem Haus im indischen Bundesstaat Goa.

## Kritik
Verschiedene der von Wahlgren propagierten Methoden und Thesen sind umstritten, dazu gehören insbesondere das „Knuffen“ und ihre Ansichten zum Rauchen und zu Alkohol in der Schwangerschaft und Stillzeit.
Eine ihrer Töchter, Felicia Feldt, setzte sich in ihrem 2012 erschienenen Buch Felicia försvann („Felicia verschwand“) mit den Erziehungsmethoden ihrer Mutter auseinander und beschuldigte sie, ihre Kinder misshandelt zu haben.

## Publikationen
Anna Wahlgren veröffentlichte 27 Bücher.
Eine Auswahl:
- Barnaboken. 1983
- Das KinderBuch. Wie kleine Menschen groß werden. J. Beltz Verlag, Weinheim 2004, ISBN 3-407-85787-X
- Kleine Kinder brauchen uns. J. Beltz Verlag, Weinheim 2006, ISBN 3-407-85777-2.
- Das DurchschlafBuch: Die sanfte Schlafkur für dein Baby. J. Beltz Verlag, Weinheim 2008, ISBN 3-407-85852-3.